# George Severeanu
George Severeanu (n. 26 iulie 1879, București – d. 20 septembrie 1939) a fost un medic radiolog, unul din întemeietorii radiologiei medicale românești, și un pasionat colecționar de antichități.
George Severeanu s-a născut în București, fiind fiul medicului Constantin C. Dimitrescu Severeanu, chirurg și profesor la Facultatea de medicină din București.
Dr. George Severeanu a fost unul din primii medici radiologi din București. El a profesat în același timp cu dr. Dimitrie Gerota, alt pionier al radiologiei românești. De altfel, în România primul aparat cu raze Röntgen a fost construit de chirurgul Constantin Dimitrescu-Severeanu (împreună cu un asistent și un mecanic) la Spitalul Colțea în 1896, la doar un an de la descoperirea radiațiilor X.
Fiind pasionat de istorie, doctorul George Severeanu a fost un colecționar de obiecte vechi, datând din multe perioade istorice, dar și un entuziast numismat. Ca urmare a pasiunilor sale medicul s-a implicat în fondarea Societății Numismatice Române, al cărei secretar general a fost timp de aproape 20 de ani. În aceeași perioadă a fost și director al „Buletinului” editat de Societate.
Colecționarul dr. George Severeanu a fost și primul director al Muzeului Municipal București, inaugurat efectiv în 1931.
După moartea doctorului George Severeanu în septembrie 1939, respectând dorința acestuia, soția sa a definitivat la 9 decembrie 1939 donarea colecțiilor lor către Primăria Capitalei. Ulterior, acestea au fost expuse în Muzeul „Maria și dr. G. Severeanu”.